# Ceanothus buxifolius
Ceanothus buxifolius är en brakvedsväxtart som beskrevs av Carl Ludwig von Willdenow och Julius Hermann Schultes. Ceanothus buxifolius ingår i släktet Ceanothus och familjen brakvedsväxter. Inga underarter finns listade i Catalogue of Life.